# Дивні пригоди індіанки (індійки) в Америці
Дивні пригоди індіанки (індійки) в Америці — драма 2007 року.

## Сюжет
Житель маленького американського містечка, що пристрасно мріє зробити собі ім'я в кінематографі, подібно до професора Хиггинсу, намагається з індійської красуні зробити справжню американську зірку. Шаліні, що приїхала з гімалайського села до жениха і що виявила, що той мало схожий на чоловіка її мрії, теж прагне вибитися в люди в цій величезній країні безмежних можливостей. Вона і не підозрює про те, що південець Роб просто виконує завдання одній голлівудській кінокомпанії, що доручила йому перетворити найзвичайнішу дівчину на знаменитість. А доки Шаліні перетворюється на Шеллі, а Роб займається вченням здатної красуні. Поступово під впливом один одного обоє починають дивитися на світ інакше, а відчуття, що зародилося, відсовує жадання слави на другий план.